# Église Saint-Martin des Loges
Pour les articles homonymes, voir Église Saint-Martin.
L'église Saint-Martin des Loges est une église catholique située au hameau des Loges sur la commune de Coudrecieux, en France. Elle est inscrite au titre des Monuments historiques.

## Localisation
L'église est située dans le département français de la Sarthe, dans le petit bourg des Loges, commune absorbée en 1808 par Coudrecieux.

## Architecture
L'édifice est inscrit au titre des Monuments historiques depuis le 10 janvier 1952, notamment pour ses peintures du XVe siècle.
Ces peintures, sur la voûte du chœur, représentent des anges musiciens,. Cette église fait sans doute partie des plus anciennes du département puisque la nef est d’époque romane avec d’étroites fenêtres pouvant dater du XIe siècle. La porte principale en arc plein cintre se compose d’une archivolte double. Le clocher roman à deux étages a la particularité d’être tout en pierre. Au sud, l’église se prolonge par une chapelle romane. L'association des amis de l'église des Loges a produit un important travail de recherches historiques (histoire de la seigneurie des Loges, de l'église, etc.) et de maintien de l'édifice lui-même.

## Mobilier
Outre les peintures murales, l'église abrite plusieurs œuvres classées à titre d'objets : ses deux autels secondaires, le retable du maitre-autel et un christ en croix.